# Leptogaster arida
Leptogaster arida là một loài ruồi trong họ Asilidae. Leptogaster arida được Cole miêu tả năm 1919. Loài này phân bố ở vùng Tân Bắc giới.